# Buenache de la Sierra (ort)
Buenache de la Sierra är en ort i Spanien.   Den ligger i provinsen Provincia de Cuenca och regionen Kastilien-La Mancha, i den centrala delen av landet, 150 km öster om huvudstaden Madrid. Buenache de la Sierra ligger 1 330 meter över havet och antalet invånare är 116.
Terrängen runt Buenache de la Sierra är kuperad åt nordväst, men åt sydost är den platt. Runt Buenache de la Sierra är det ganska glesbefolkat, med 35 invånare per kvadratkilometer. Närmaste större samhälle är Cuenca, 13,5 km sydväst om Buenache de la Sierra. 